# Skinny Genes
"Skinny Genes" é o single de estréia da cantora e compositora britânica, Eliza Doolittle, gravada para o seu álbum de estréia, o epônimo, Eliza Doolittle. Foi lançado em 11 de Abril de 2010, através da editora discográfica, Parlophone.
A faixa foi co-escrita por Doolittle em colaboração com Tim Woodcock e foi produzida por Matthew Prime. "Skinny Genes", é uma das três faixas onde Doolittle compôs com Woodcock para o seu álbum de estreia. O single foi lançado oficialmente em 11 de Abril de 2010 pela Parlophone Records em download digital, acompanhado por um b-side intitulado "Police Car". A faixa é inspirada por relações de amor e ódio e contém proeminentes de Indie pop e ska como características musicais. Liricamente, "Skinny Genes" refere-se a um ponto de vista feminista de como alguém pode não gostar de todos os traços de personalidade de um parceiro, mas ainda desfrutar da química sexual entre eles.
"Skinny Genes" recebeu uma resposta positiva de críticos de música contemporânea. A canção também alcançou sucesso nas paradas, estreando e atingindo o número 22 na UK Singles Chart. O vídeoclipe da canção, foi dirigido por Daniel Skills e lançado em 25 de dezembro de 2009. Doolittle realizou o single na Londres Fashion Week e nas estações de televisões britânicas GMTV e STV. "Skinny Gennes" foi destaque no anúncio para Fearne Cotton e Holly Willoughby. "Skinny Genes" mais tarde foi re-lançado em 27 de dezembro de 2010. Um novo vídeo foi feito a partir do relançamento.

## Antecedentes
"Skinny Genes" foi o primeiro single oficial de Doolittle Antes de seu lançamento oficial, "Rollerblades" foi originalmente especulado para o single de estréia do álbum da cantora. "Skinny Genes" foi mais tarde confirmado como o primeiro single sendo lançado em 29 de março de 2010. Em seguida, o lançamento foi adiado para 5 de abril de 2010. O single foi adiado mais uma semana e lançado oficialmente em 11 de Abril de 2010 em download digital. O CD Single da canção foi lançado em 12 de Abril de 2010.
"Skinny Genes" foi maliciosamente inspirado liricamente por um menino irritante, mas sexy. Doolittle descreveu a canção como tendo letras muito leves e felizes, mas pensativo, dizendo:"penso sobre o que eu quero dizer, quando eu escrevo canções". Doolittle explicou "Skinny Geens" para a BBC Radio: "O single é algo que eu fiz na minha cabeça. Eu apenas pensei que seria muito engraçado um cenário onde você não gostava de alguém, se eles eram realmente irritante, mas você tinha um bom tempo sob os lençóis.

## Lista de faixas
| Download digital |                |                                                |         |  |
| N.º              | Título         | Compositor(es)                                 | Duração |  |
| 1.               | "Skinny Genes" | Eliza Doolittle, John Beck, Steven Chrisanthou | 3:03    |  |

## Desempenho nas tabelas musicais

### Posições
| Parada musical (2010)                        | Melhor posição |
| -------------------------------------------- | -------------- |
| Alemanha (Media Control Charts)              | 42             |
| Bélgica (Ultratop 50 de Flandres)            | 42             |
| Bélgica (Ultratip Bubbling Under da Valônia) | 31             |
| Irlanda (IRMA)                               | 42             |
| Israel (Media Forest)                        | 9              |
| Países Baixos (Single Top 100)               | 90             |
| Polónia (Polish Airplay Top 100)             | 4              |
| Reino Unido (UK Singles Charts)              | 22             |
| Suíça (Schweizer Hitparade)                  | 48             |